# نوفل بن الحارث
نوفل بن الحارث بن عبد المطلب (المتوفي سنة 15 هـ) صحابي، وابن عم للنبي محمد. كان أسن بني هاشم في زمانه، وتأخر إسلامه حتى العام الخامس الهجري، ثم شهد بعدها فتح مكة وغزوتي حنين والطائف.

## سيرته
كان نوفل بن الحارث بن عبد المطلب بن هاشم ابن عم للنبي محمد، وكان أسن بني هاشم في زمانه، فكان أكبر سنًا من عمّيه حمزة والعباس، ومن إخوته أبي سفيان وربيعة وعبد شمس.
شهد نوفل غزوة بدر مع قريش ضد المُسلمين مُكرهًا، فأنشد:
أسر نوفل في المعركة، ففداه عمه العباس. ولم تمض ثلاثة سنوات حتى خرج نوفل مع عمه العباس مهاجرًا إلى المدينة المنورة ليُعلن إسلامه، فدخلها أيام الخندق. وقد آخى النبي محمد بين نوفل والعباس لما كانت بينهما من الصداقة والشراكة. وبعد إسلامه، شهد نوفل بيعة الشجرة، وفتح مكة وغزوتي حنين والطائف، وقد وهب نوفل جيش المسلمين يوم حنين 3,000 رمح، وكان ممن ثبتوا في القتال مع النبي محمد حينما انسحب المسلمون أول المعركة.
توفي نوفل بن الحارث سنة 15 هـ في المدينة المنورة في خلافة عمر بن الخطاب، وصلّى عليه عمر بن الخطاب، ودُفن في البقيع. وقد ترك نوفل من الأبناء الحارث وعبد الله وعبد الرحمن وربيعة وسعيد والمغيرة وأم سعيد وأم المغيرة وأم حكيم وأمهم ظريبة بنت سعيد بن القشيب الأزدية.